# Scheri (Beamter)
Scheri war ein hoher altägyptischer Beamter und Priester zu Beginn der 4. Dynastie. Er wurde vor allem durch seine reliefgeschmückten Scheintüren und Türstürze bekannt, auf denen die Namen der Könige Sened und Peribsen (beides Regenten der 2. Dynastie) erscheinen. Aufgrund dieser Inschriften ist Scheri und dessen Grab von großem Interesse für die Ägyptologie.

## Amt und Titulaturen
Scheri bekleidete hohe Ämter. So war er:
- Rech-nesu: „Bekannter des Königs“
- Wer-medj-schemau: „Großer der Zehn von Oberägypten“
- Imi-ra-wabu-Peribsen-im-cheret-Sened-im-hut-im-isut-tefneb: „Vorsteher der Wab-Priester des Peribsen in der Nekropole des Sened, an dessen Totentempel und allen anderen Sitzen“
- Imi-ra-hemu-ka-Sened: „Vorsteher der Ka-Diener des Sened“
- Imi-ra-hemu-ka-nesu: „Vorsteher der Ka-Diener des Königs“
- Hem-netjer-Sened-imi-rut-is: „Prophet des Sened und Vorsteher des Tores zum Magazin“
- Tepi-saui: „Erster an der Schwelle (zum Grab)“[3][2][4]

Weitere Inschriften in Verbindung mit Peribsens und Seneds Namen nennen zwei Verwandte von Scheri: den „Wab-Priester des Peribsen“, Inkef und den „Aufseher über die Ka-Diener des Sened“, Si.

## Deutung der Namensnennung von Sened und Peribsen
Für die Ägyptologie ist besonders der dritte Titel von Bedeutung, da Scheri sich als „Vorsteher der Wab-Priester des Peribsen in der Nekropole des Sened“ bezeichnet. Diese Aussage bietet unterschiedliche Deutungsmöglichkeiten. So mag sie darauf hinweisen, dass die Könige Peribsen und Sened ein und dieselbe Person waren. Sie kann, im Gegensatz dazu, aber auch bedeuten, dass Sened und Peribsen zwei unterschiedliche Herrscher waren und friedlich zur gleichen Zeit co-regierten. Letztere These geht auf die Annahme zurück, dass Ägypten zur Zeit von Sened und Peribsen geteilt worden war. In letzterem Falle hat Sened seinem Vorgänger oder Co-Regenten einen Schrein oder eine Statue gestiftet.
Wolfgang Helck und Dietrich Wildung weisen auf den Umstand hin, dass Seneds und Peribsens Namen beide in Königskartuschen geschrieben stehen. Strenggenommen ist dies ein Anachronismus, da Kartuschen als Namenssiegel erst mit König Huni, dem vielleicht letzten Herrscher der 3. Dynastie, in Gebrauch kamen. Wildung weist ergänzend darauf hin, dass „Peribsen“ – und somit wohl auch der Name „Sened“ – ursprünglich als Nebtinamen verwendet worden waren, somit standen sie Scheri, Inkef und Sij als neutrale Ringnamen zur Verfügung. Sie konnten sie daher trotz Bevorzugung des Horuskultes zu ihrer Zeit bedenkenlos in ihren Inschriften erwähnen.

## Familie
Gemäß der Grabinschriften war Scheri mit einer Dame namens „Chentitek“ liiert. Diese trug den Titel einer „Bekannten des Königs“ (Rechet-nesu). Ein Türpfostenrelief zeigt eine weitere Dame namens „Inet“, deren familiäre Position allerdings unklar ist. Ein gewisser Inkef und ein gewisser Si werden im Grab genannt, ohne dass ein Verwandtschaftsverhältnis angegeben wird, doch gehörten sie sicherlich auch zu der Familie des Scheri.

## Grab
Scheri wurde in Sakkara beigesetzt. Die Lage seiner Mastaba lässt viele Ägyptologen vermuten, dass König Sened ebenfalls in Sakkara bestattet worden sein könnte, da die meisten Totenpriester in der Nähe ihrer Wirkungsstätte ruhen. Scheris Grab ist in seinem Inneren reich mit Reliefs und Scheintüren geschmückt. Die Inschriften nennen seine Amtstitel und zeigen Scheri gemeinsam mit seiner Gemahlin an Opfertischen sitzend oder beim Empfang verschiedener Opfergaben aus unterschiedlichen Gauen und Domänen.

### Die Fragmente

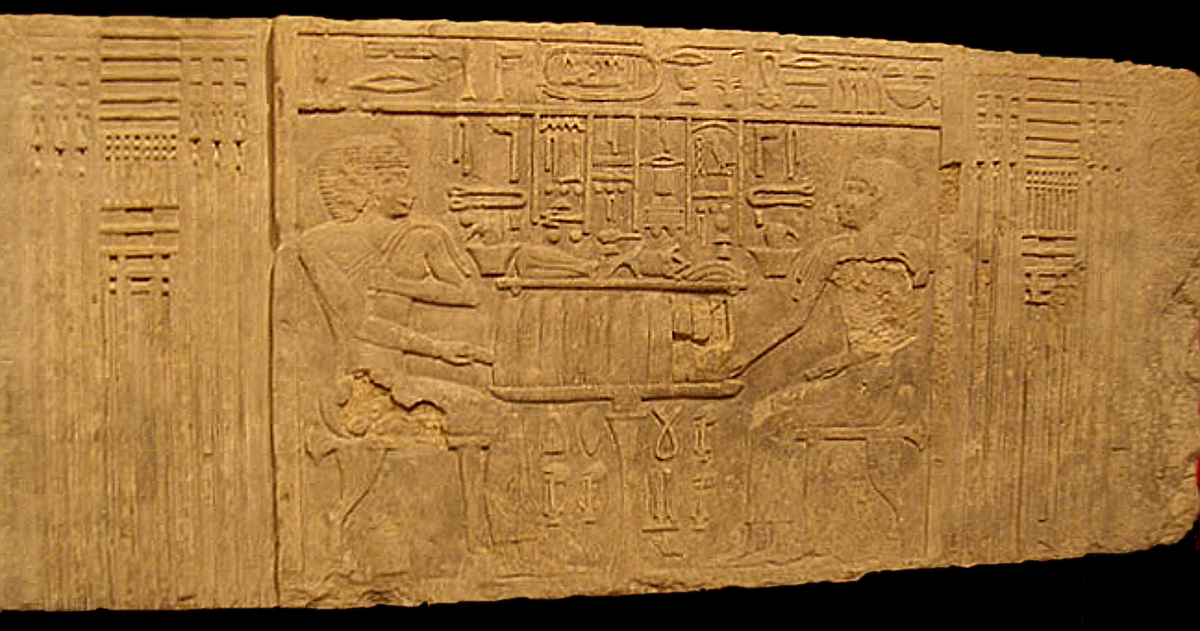
Oxford, Ashmolean Museum, Inv. Nr. 1836·479

- Scheintür, Ägyptisches Museum, Kairo, Inventarnummer: CG 1384
- Sheri und Gemahlin vor einem Opfertisch, Oxford, Ashmolean Museum, Inv. Nr. 1836·479
- Sheri und Gemahlin vor einem Opfertisch, Florenze Museum, Inv. Nr. 2554
- Relief im Britischen Museum, Inv. Nr. EA 1192[7]
- Wandfragment mit der stehenden Figur des Scheri, Musée Grant. Aix-en-Provence, Inv. Nr. 821.1.74[8]
- Wandfragment mit der stehenden Figur des Scheri, Musée Grant. Aix-en-Provence, Inv. Nr. 821.1.75[8]

### Standardwerke
- Thomas Schneider: Lexikon der Pharaonen. Albatros, Düsseldorf 2002, ISBN 3-491-96053-3.
- Jürgen von Beckerath: Handbuch der Ägyptischen Königsnamen (= Münchner ägyptologische Studien. Band 49). 2. verbesserte und erweiterte Auflage, von Zabern, Mainz 1999, ISBN 3-8053-2591-6.

### Spezialliteratur
- Nicolas Grimal: A history of ancient Egypt. Wiley-Blackwell, Weinheim 1994, ISBN 0-631-19396-0, S. 55.
- Wolfgang Helck: Untersuchungen zur Thinitenzeit. (= Ägyptologische Abhandlungen. Band 45). Harrassowitz, Wiesbaden 1987, ISBN 3-447-02677-4.
- Auguste Mariette: Les Mastabas de l’Ancien Empire: Fragment du dernier ouvrage de A. Mariette. Publié d’après le manuscrit de l’auteur par G. Maspero. Vieweg, Paris 1889, S. 92–94; abrufbar über (Universitätsbibliothek Heidelberg).
- Alexandre Moret: Fragments du mastaba de Shery: prête des rois Peribsen et Sened (= Monuments et mémoires. Band 25). Leroux, Paris 1921.
- Michael Rice: Who is who in ancient Egypt. Routledge, London 1999, ISBN 0-415-15448-0, S. 181 und 190.
- Dietrich Wildung: Die Rolle ägyptischer Könige im Bewußtsein ihrer Nachwelt. Band 1: Posthume Quellen über die Könige der ersten vier Dynastien (= Münchener Ägyptologische Studien. Band 17, ZDB-ID 500317-9). Hessling, Berlin 1969 (Zugleich: gekürzte Dissertation, Universität München, 1967).
- Toby A. H. Wilkinson: Early Dynastic Egypt. Routledge, London u. a. 2001, ISBN 0-415-26011-6, S. 88.